# De Wolf en zijn 7 dochters
De Wolf en zijn 7 dochters is een komische speelfilm van Tom Manders, met o.a. Frans du Mée en André Carrell uit 1964.

## Verhaal
Het verhaal speelt zich af in Volendam. Visser De Wolf (André Carell) heeft zeven huwbare dochters, die van hem in volgorde van leeftijd moeten trouwen, en wel allemaal met een visser. De oudste dochter is echter verliefd op de zoon van een schoenenfabrikant (Frans du Mée). Dorus (Tom Manders) komt het stel te hulp.

## Rolverdeling
| Acteur        | Personage         |
| ------------- | ----------------- |
| André Carrell | De Wolf           |
| Frans du Mée  | schoenenfabrikant |
| Tom Manders   | Dorus             |